# Dion Boucicault

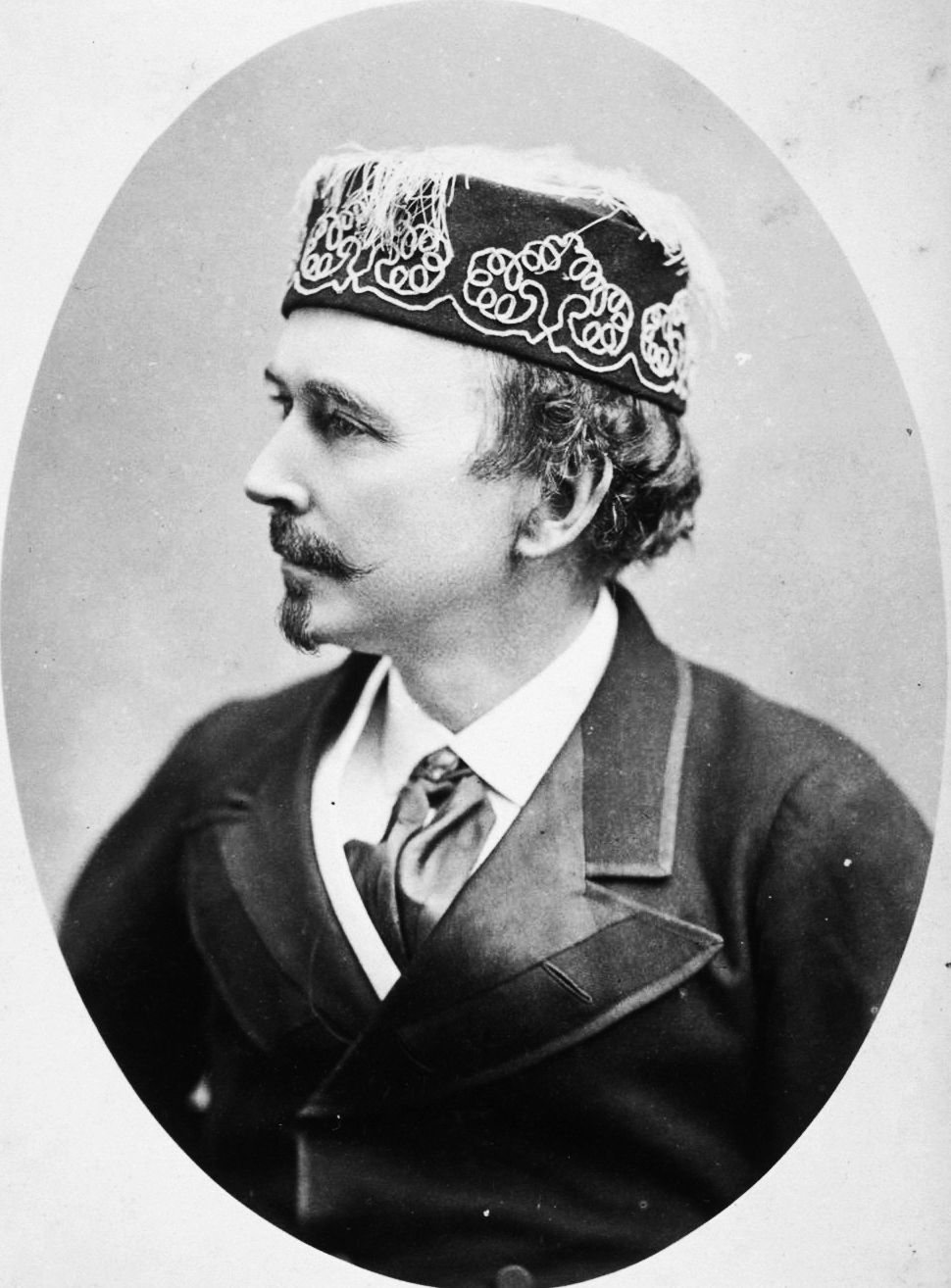
Dion Boucicault (1878)

Dion Boucicault, Geburtsname: Dionysius Lardner Boursiquot (* 26. Mai 1820, nach anderen Quellen 1822, in Dublin; † 18. September 1890 in New York City) war ein irisch-US-amerikanischer Dramatiker, Schriftsteller und Schauspieler.

## Biografie
Der Sohn des Physikers und Schriftstellers Dionysius Lardner und Mary Boursiquots gab sein Debüt als Dramatiker am 4. März 1841 mit der Uraufführung seines Theaterstücks London Assurance im Covent Garden, wobei damals bekannte Theaterschauspieler Charles Matthews, William Farren, Mrs. Nesbitt und Madame Vestris Rollen übernahmen. In rascher Folge verfasste er eine Reihe weiterer erfolgreicher Stücke wie Old Heads and Young Hearts (1844), Louis XVI. und The Corsican Brothers (1852). Im Juni 1852 gab er sein Debüt als Theaterschauspieler in dem von ihm verfassten Melodram The Vampire, das im Princess Theatre in London aufgeführt wurde.
Zwischen 1853 und 1859 lebte er in den Vereinigten Staaten, wo er beim Publikum beliebte Theaterstücke wie The Poor of New York (1857) verfasste. Nach seiner Rückkehr nach England verfasste er The Colleen Bawn (1860), eine dramatische Adaption des Romans The Collegians von Gerald Griffin, und produzierte auch die Uraufführung des Stücks im Adelphi Theatre London. Dieses Theaterstück, das zu den erfolgreichsten Dramen der damaligen Zeit zählte, wurde in annähernd jeder Stadt des Vereinigten Königreichs und den USA aufgeführt. Das dabei erworbene Vermögen verlor Boucicault jedoch durch sein fehlerhaftes Management einiger Londoner Theater.

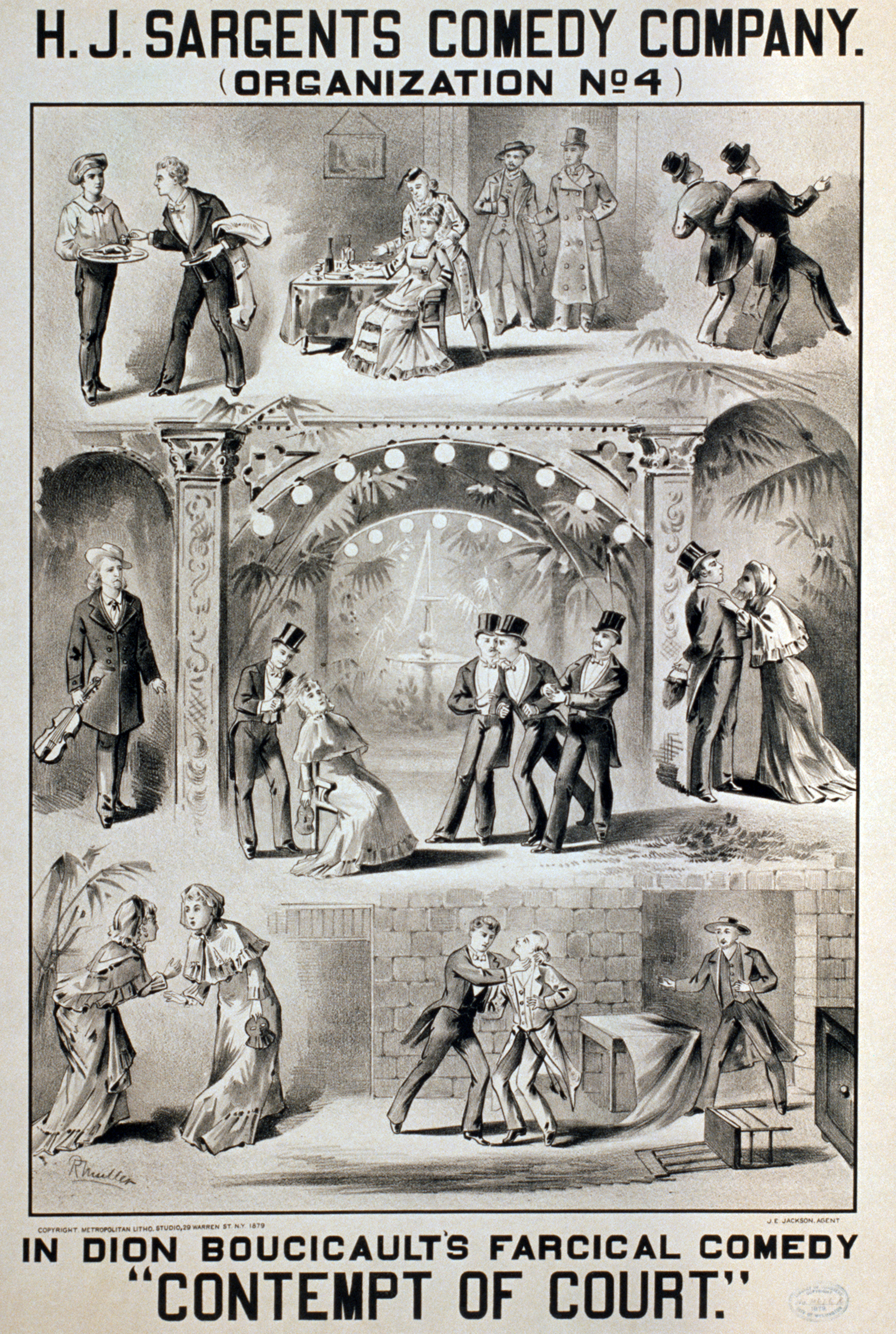
Plakat zur Aufführung des Stücks The Contempt of Court (1879)

Auch sein nächstes Theaterstück The Octoroon (1861) konnte an den Erfolg von The Colleen Bawn anschließen. In dem 1865 im Princess Theatre uraufgeführten Stück Arrah-na-Pogue übernahm er die Rolle eines Kutschers aus dem County Wicklow. Das Stück, das den politisch-militärischen Konflikt zwischen England und Irland einzubeziehen versuchte, war so populär, dass Charles Henry Webb noch 1865 in San Francisco unter dem Titel Arrah-na-Poke eine Parodie auf die Theaterbühne brachte. George Bernard Shaw kopierte 1897 in The Devil's Disciple eine ganze Szene aus Arrah-na-Pogue. 1865 schuf er eine beachtete Adaption der Erzählung Rip Van Winkle von Washington Irving. Nach dem Stück The O’Dowd (1873) verfasste er 1874 das Drama The Saughraun. Bei dessen Uraufführung 1875 im Theatre Royal Drury Lane übernahm er die Rolle des „Con“ und erwarb dadurch sowie durch seinen Auftritt in Arrah-na-Pogue die Reputation als bester irischer Bühnendarsteller seiner Zeit. Der Protagonist in The Saughraun ist ein Führer der Fenian Brotherhood, eines Geheimbundes, der nach der Great Famine mit Hilfe der Iro-Amerikaner eine Unabhängigkeitsbewegung in Irland aufbauen wollte.
1875 kehrte er nach New York City zurück und ließ sich dort schließlich nieder, wobei er London gelegentliche Besuche abstattete und dort 1886 in seinem Theaterstück The Jilt seinen letzten Bühnenauftritt hatte. Zu seinen letzten veröffentlichten Dramen gehören The Streets of London und After Dark. In New York City betrieb er auch eine Schauspielschule, zu deren Schülern Maxine Elliott gehörte.
Aus seiner ersten Ehe mit der Schauspielerin Agnes Robertson, einer Adoptivtochter von Charles Kean, gingen die Schauspielerin Nina Boucicault, der Schauspieler, Schriftsteller und Lyriker Aubrey Boucicault sowie der Regisseur Dion G. Boucicault hervor.
Seine Stücke werden auch heute noch aufgeführt wie London Assurance 1998 in Paris mit Marina Hands und The Corsican Brothers 2008 in Dublin mit Vincent Riotta.